# Тайна острова Бэк-Кап
«Тайна острова Бэк-Кап» (чеш. Vynález zkázy — «Смертоносное изобретение») — чёрно-белый фантастический художественный фильм 1958 года производства Чехословакии, созданный режиссёром Карелом Земаном. Фильм снят по мотивам произведений Жюля Верна, в частности романа «Флаг родины», созданного писателем в 1896 году. Его можно отнести к жанру паропанк, который оформился примерно полвека спустя.
Фильм был номинирован на премию «Хьюго» в 1962 году за лучшую постановку. Главные роли в этом фильме исполнили Лубор Токош, Яна Затлоукалова, Милослав Голуб, Арношт Навратил и Франтишек Черный. Премьера фильма состоялась 27 июня 1958 года в Бельгии в рамках экспозиции Чехословакии на Всемирной выставке (получил Гран-при).

## Сюжет
Пираты на острове хотят получить эликсир, который погубит весь мир. С этой целью они обманом похищают талантливого, но наивного профессора Тома Рока, который приехал на остров, чтобы изучить его, и его более реалистичного помощника Симона Харта. Харту удается сбежать из плена и предупредить мир об опасности.

## Отличия от романа
- Фильм «Тайна Бэк-Капа», как и другие фильмы по мотивам романов Жюля Верна, по объективным причинам в значительной мере адаптирован (отдельные места переработаны в более позитивном ключе, добавлен несколько ходульный персонаж девушки Яны), хотя остался практически полностью верным сюжету оригинала.
- В самом романе Тома Рок — учёный лет сорока, почти полностью сошедший с ума из-за того, что его изобретение не оценено по достоинству, который идёт на поводу у пиратов отчасти из-за желания отомстить «неблагодарным людям». Инженер-француз Харт с ним почти одного возраста и находится в лечебнице как наблюдатель добровольно, из личных патриотических мотивов.
- В романе Верна принцип действия «эликсира» описан довольно архаично и неясно, в то время как в фильме есть прозрачная аллюзия на ядерную энергию и атомную бомбу.

## В ролях
- Главные роли
  - Лубор Токош — Симон Харт
  - Яна Затлоукалова — Яна
  - Арношт Навратил — профессор Рок
  - Милослав Голуб — граф д’Артигас
  - Франтишек Чёрный — капитан Спаде
  - Вацлав Кизлинк — инженер Серкё

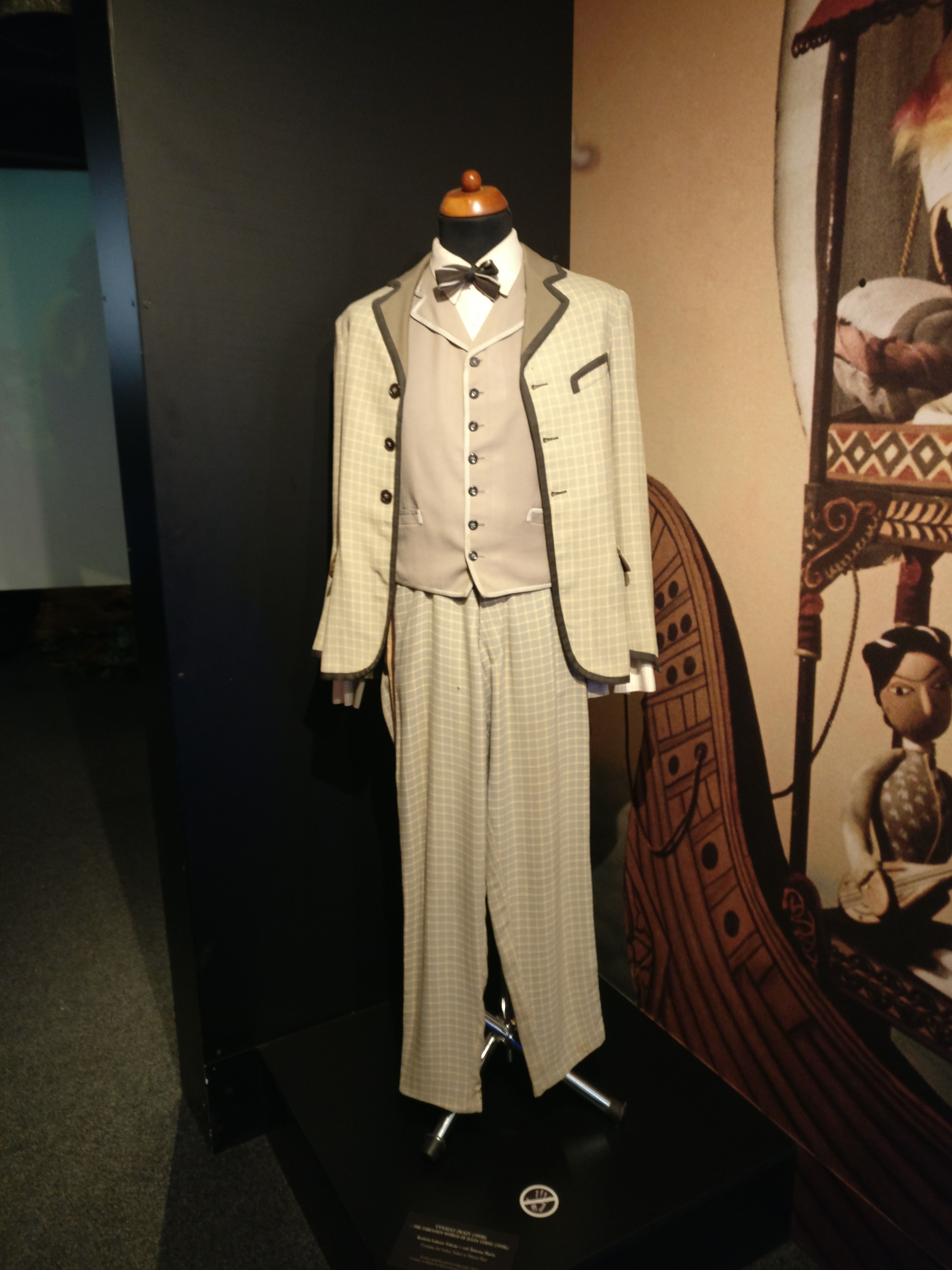
Костюм Лубора Токоша в роли Симона Харта

  - Франтишек Шлегр — капитан пиратов
- Второстепенные роли
  - Отто Шиманек — мужчина в поезде
  - Ванислов Кувлов
  - Вацлав Трегль

## Съёмочная группа
- Авторы сценария: Карел Земан, Франтишек Грубин, Иржи Брдечка
- Автор диалогов: Милан Ваха
- Режиссёр-постановщик: Карел Земан
- Оператор: Иржи Тарантик
- Операторы комбинированных съёмок: Иржи Тарантик, Богуслав Пикхарт, Антонин Горак
- Художник-постановщик: Зденек Розкопал
- Художники: Карел Земан, Зденек Острчил, Йозеф Земан
- Аниматоры: Арношт Купчик, Франтишек Крчмарж, Индржих Лишка
- Художник по костюмам: Карел Постршеговский
- Второй режиссёр: Милан Ваха
- Помощник режиссёра: Зденек Розкопал
- Звукооператоры: Франтишек Штрангмюллер, Гануш Силвера
- Композитор: Зденек Лишка
- Симфонический оркестр киностудии «Баррандов»
  - Дирижёр: Франтишек Белфин
- Монтаж: Зденек Стеглик
- Продюсер: Зденек Новак[2][3]

## Производство

### Стиль

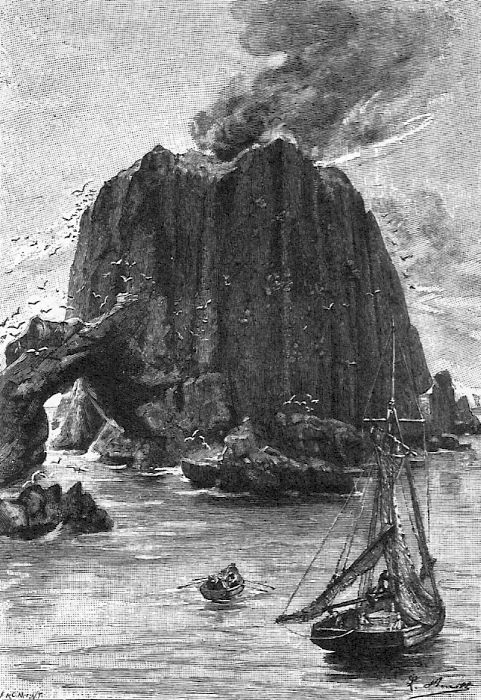
«Остров Бэк-Кап»: одна из нескольких гравюр Леона Бенета, тщательно воссозданных в фильме.

Фильм известен своим уникальным визуальным стилем, который точно воссоздает стиль викторианских гравюр (Эдуара Риу, Леона Бенета и других), представленных в оригинальных изданиях романов Верна. Дочь Земана Людмила вспоминает: «В детстве, я помню, у меня были все книги с этими прекрасными гравюрами. Я действительно не могу визуализировать эту историю по-другому. И мой отец чувствовал, поскольку он обожал Верна [...] это может быть только хорошим [пересказом], использующим те же приёмы». Карел Земан, объясняя свою работу, подробно остановился на том же моменте:

Магия романов Верна заключается в том, что мы бы назвали миром романтически-фантастического приключенческого духа; совершенно особенный мир, который оригинальные иллюстраторы умели вызывать в сознании читателя... Я пришел к выводу, что мой фильм должен исходить не только из духа литературного произведения, но и из характерного стиля оригинальных иллюстраций и должен сохранять, по крайней мере, впечатление от гравюр.
Большая часть этих образов была создана с помощью внутрикамерного эффекта, благодаря производственному дизайну фильма. Команда Земана сделала и использовала твёрдые резиновые валики для нанесения гравюрной штриховки на декорации и костюмы. (В обзоре фильма Полин Кейл отметила, что «на одежде, декоре и на самом изображении больше полос, больше узоров, чем может себе представить здравомыслящий человек»). Чтобы завершить эффект, Земан и его команда скомпоновали фильм с различными формами анимации, включая традиционную, вырезную и покадровую, а также эффекты миниатюры и дорисовки, все это было разработано для того, чтобы сохранить единый стиль гравировки.  Даже видеоматериалы с птицами, морскими волнами и другими деталями были адаптированы для эффекта путем обработки плёнки с помощью линейных фильтров и эффекта «matted-in-sky».
Чтобы соответствовать визуальным эффектам, Земан заставил своих актеров двигаться в благопристойно стилизованной манере, комментируя это так: «Моим героям не разрешалось даже чихать или чесать голову; им приходилось полностью адаптироваться к своему нереальному окружению».

### Саундтрек
Музыку к фильму написал Зденек Лишка, высоко оцененный кинокомпозитор, известный своим мастерством в создании музыкальных образов и юмора, а также новаторским использованием электронных музыкальных приемов. В середине XX  века он был ведущим чешским композитором музыки к фантастическим фильмам. Музыка написана в старомодном стиле, дополняющем причудливость визуальных эффектов и часто напоминающем воображаемую технику, которую мы видим в фильме. Лишка предлагал режиссеру смонтировать склейки, чтобы ускорить ритм фильма и сделать так, чтобы его музыка более плавно перетекала в то, что происходит на экране.
Основная тема, напоминающая музыкальную шкатулку, исполнена для клавесина в сопровождении камерного ансамбля струнных инструментов и духовых. Тема любви, по-видимому, основанная на песне «Tit-willow» из комической оперы Гилберта и Салливана «Микадо» , также исполняется духовыми инструментами и приглушенным клавесином. Музыка Лишки также включает в себя различные более короткие реплики, такие как короткая пафосная тема для затопления корабля «Амели» , удары клавишных, соответствующие атакам гигантского осьминога, и безмятежный финал для струнного оркестра. Музыка к фильму остается одной из самых заметных работ Лишки.

## Тема
«Тайна острова Бэк-Кап» рассматривает научные темы романов Жюля Верна с мягкой сатирической теплотой, неявно восхваляя стиль Верна, в то же время намеренно указывая на причудливость задействованной науки. В интервью Людмила Земанова подытожила тему фильма, сказав, что Верн «всегда предупреждал, что даже если будущее будет технологически совершенным со всеми этими современными удобствами, ему нужна любовь, ему нужна поэзия, ему нужна магия. Он верил, что только это может заставить людей чувствовать себя счастливыми и любимыми».

## Выпуск и приём

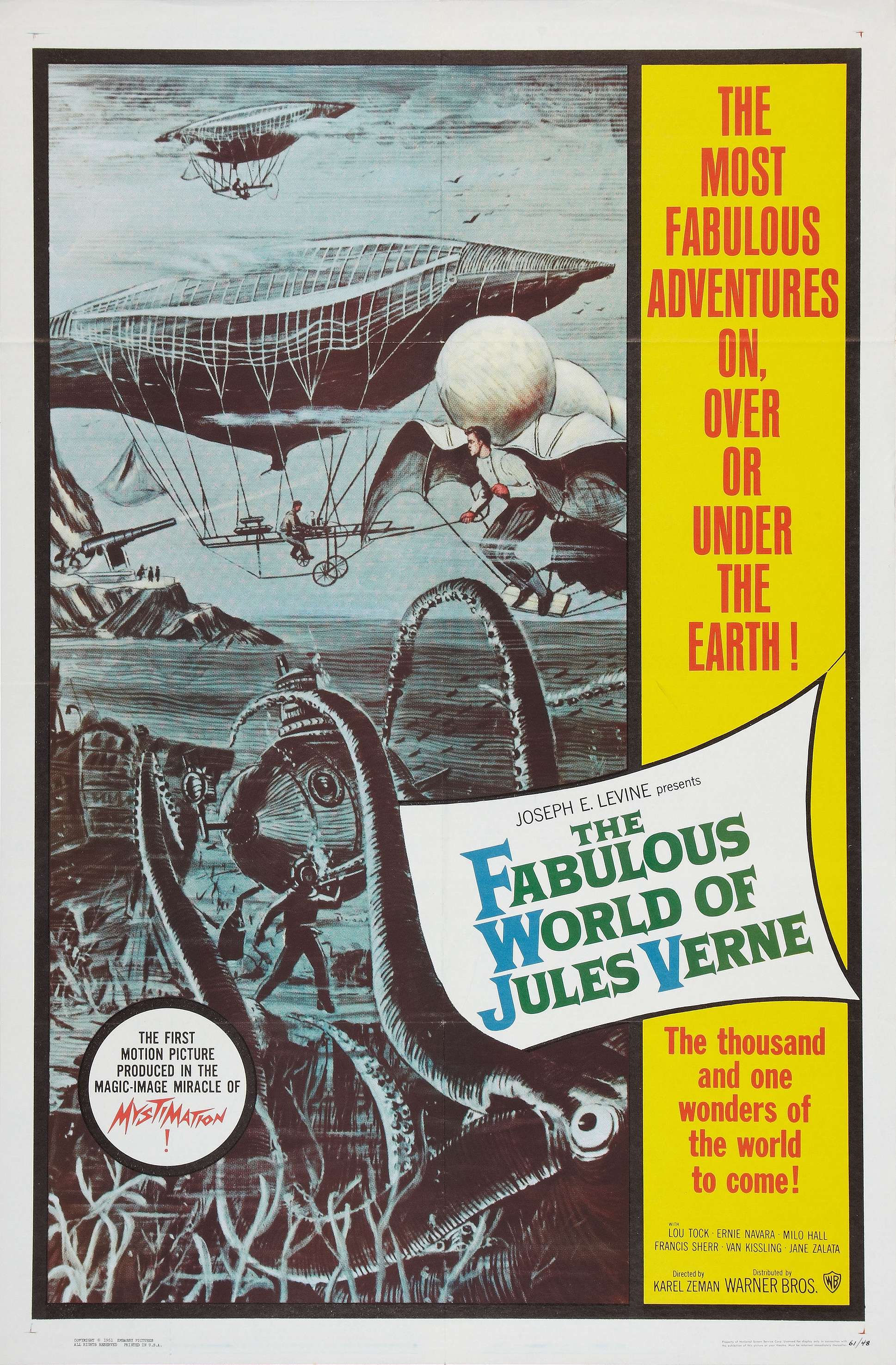
Американский кинотеатральный плакат фильма, созданный Рейнольдом Брауном

Премьера «Тайны острова Бэк-Кап» состоялась в Чехословакии 22 августа 1958 года, после чего фильм был показан на выставке Экспо-1958 в Брюсселе, где он выиграл Гран-при на Международном кинофестивале. В течение следующего года фильм также получил «Серебряное сомбреро» на Первом международном кинофестивале в Гвадалахаре , премию чехословацких кинокритиков, «Хрустальную звезду» Французской академии кино и другие награды. Во Франции Андре Базен похвалил фильм в Cahiers du cinéma , а Поль Луи Тирар тепло отозвался о нем в Positif . Режиссер Ален Рене назвал его одним из десяти лучших фильмов года. В 2010 году издание Министерства иностранных дел Чехии оценило «Тайну острова Бэк-Кап» как самый успешный фильм в истории чешского кино. 
Фильм был привезен в США в 1961 году американским кинопродюсером Джозефом Эдвардом Левином. Он дублировал его на английский язык и изменил название на «Сказочный мир Жюля Верна». Warner Bros. выпустила его как двойной фильм для детей вместе с немецким фильмом «Соперники по рингу». Для этого выпуска многие из актеров и съемочной группы были указаны с англизированными именами: Лубор Токош, Арношт Навратил и Милослав Голуб были указаны в титрах как Луис Ток, Эрнест Навара и Майло Холл соответственно.. Американский релиз также заменил оригинальное начало фильма на вступительное слово американской телезвезды Хью Даунса.
После американского релиза фильм приобрел еще несколько высокопоставленных поклонников. Критик New York Times Говард Томпсон нашел его «свежим, забавным и очень изобретательным», с «изумительными зрелищными трюковыми эффектами». Полин Кейл была в таком же восторге, назвав фильм «чудесной головокружительной научной фантастикой» и добавив, что Земан «поддерживает викторианский тон с его восторгом перед магией науки, который заставляет Верна казаться таким игриво архаичным». Чарльз Стинсон из Los Angeles Times начал свой весьма позитивный обзор фильма словами: «"Сказочный мир Жюля Верна" — именно это. Впервые авторы заголовков и пресс-агенты не преувеличивают. Им лучше посмотреть его». Благодаря американскому релизу фильм был номинирован на премию Хьюго 1962 года за лучшую драматическую постановку в области научной фантастики. Однако фильм не имел кассового успеха в США, где устоявшаяся голливудская традиция научно-фантастических фильмов заставила зрителей ожидать повышенного реализма , а не намеренно стилизованных визуальных эффектов Земана. 
Билл Уоррен в своей энциклопедии научно-фантастических фильмов 1950-х годов Keep Watching the Skies 1982 года написал, что «Тайна острова Бэк-Кап» была «лучшим фильмом, описанным в этой книге», а также «лучшим фильмом, когда-либо снятым по произведению Верна». В 2010 году комментатор Experimental Conversations сказал, что фильм «должен стоять рядом с «Кабинетом доктора Калигари» как один из величайших визуальных и стилистических триумфов кинематографа» и что работу Земана «действительно нужно увидеть, чтобы поверить». В 2011 году писатель-фантаст Джон С. Райт назвал «Тайну острова Бэк-Кап» первым произведением в стиле стимпанк , а Земана — изобретателем этого жанра, прокомментировав, что если фильм «не является паровым Святым Граалем стимпанка, то он, безусловно, должен им быть».
Фильм был показан Музеем современного искусства в декабре 2012 года в рамках выставки «История кино сквозь призму авторских фильмов» . Куратор MoMA Чарльз Сильвер назвал фильм «бурлящим […] беспрецедентным воображением» с «несомненно поэтическим сказочным качеством». Фильм был снова показан в Нью-Йорке в августе 2014 года Кинообществом Линкольн-центра в рамках серии «Странные земли: Международная научная фантастика». В The Village Voice Алан Шерштуль прокомментировал, что «Сделанное вручную ослепительное сияние все еще ослепляет сегодня... Может быть, старые спецэффекты, зависящие от трюков камеры и театральной изобретательности, пробуждают в нас что-то симпатичное, чего не вызывают глянцевые пиксели, приглашая нас не только мечтать вместе с фантазией, но и кропотливо ее создавать?»

## Показ в СССР
- Премьера фильма в Москве состоялась 23 марта 1959 года.
- Дубляж выполнен на киностудии имени М. Горького.
- Режиссёр дубляжа: Эдуард Волк
- Роли дублировали:
  - Аркадий Песелев — Симон Харт
  - Клавдия Блохина — Яна
  - Алексей Кельберер — профессор Рок
  - Анатолий Кторов — Артигас
  - Александр Антонов — капитан пиратов
  - Юрий Фомичёв — инженер Серкё

## Награды
- 1958 — МКФ в Брюсселе: Гран-при
- 1958 — Премия фестиваля чешских кинокритиков
- 1959 — Барбаканский кинофестиваль в Банске-Бистрице: Почётная премия
- 1959 — Французская киноакадемия: Приз «Хрустальная звезда»
- 1959 — Государственная премия имени Клемента Готвальда (ЧССР)
- 1960 — I Международный технический конкурс фильмов в рамках III Конгресса УНИАТЕК в Праге: Первая премия

## Реставрация
В 2014 - 2015 годах пражский Музей Карела Земана совместно с фондом «Nadace české bijáky» и Чешским телевидением провёл полную цифровую реставрацию фильма, включающую возвращение ранее вырезанной небольшой сцены. Премьера восстановленной версии состоялась в Милане на выставке Экспо-2015 и одновременно на Международном кинофестивале в Карловых Варах. Эта версия фильма впервые была выпущена в 2015 году на DVD и Blu-ray в Чехии компанией Bontonfilm. В том же году фильм был выпущен в Великобритании на Blu-ray компанией Second Run, а в США в 2020 году компанией Criterion Collection как часть сборника «Three Fantactic Journeys by Karel Zeman», на этот раз под оригинальным названием «Invention for Destruction».

## Другие названия
- A Deadly Invention, The Deadly Invention, The Fabulous World of Jules Verne
- Тайна острова Бэк-Кап, Смертельное оружие, Губительное изобретение, Смертельное изобретение
- L' invention diabolique, Une invention diabolique, Aventures fantastiques
- Die Erfindung des Verderbens
- La diabolica invenzione
- Una invención diabólica
- En dødbringende opfindelse
- Det fantastiska äventyret
- Salaisuuksien saari